# Jaque Catelain
Jaque Catelain, nato Jacques Guérin-Catelain, (Saint-Germain-en-Laye, 9 febbraio 1897 – Parigi, 5 marzo 1965), è stato un attore francese.

## Biografia
Nato Jacques Guérin-Catelain, esordì nel cinema nel 1917 in Le Torrent. Nella sua carriera, che durò fino agli anni cinquanta, recitò in 46 film. Saltuariamente, lavorò come aiuto regista, regista, direttore della fotografia, montatore e scenografo. Con Marcel L'Herbier, di cui fu anche aiuto-regista, girò una ventina di film. Fu interprete anche di quattro film di Jean Renoir.
Morì il 5 marzo 1965 a Parigi all'età di 68 anni.

## Filmografia

### Attore (parziale)
- Le Torrent, regia di René Hervil e Louis Mercanton (1917)
- Rose-France, regia di Marcel L'Herbier (1919)
- Le Bercail, regia di Marcel L'Herbier (1919)
- Le Carnaval des vérités, regia di Marcel L'Herbier (1920)
- La giustizia del mare (L'Homme du Large), regia di Marcel L'Herbier (1920)
- La Galerie des monstres, regia di Jaque Catelain (1924)
- Il cavaliere della rosa (Der Rosenkavalier), regia di Robert Wiene (1925)
- Le diable au coeur, regia di Marcel L'Herbier (1928)
- Il filo del rasoio (The Razor's Edge), regia di Edmund Goulding (1946)
- French Cancan, regia di Jean Renoir (1954)
- Eliana e gli uomini (Elena et les hommes), regia di Jean Renoir (1956)

### Aiuto regia
- La porta dell'infinito (La Porte du large), regia di Marcel L'Herbier (1936)
- Terra di fuoco, regia di Marcel L'Herbier e Giorgio Ferroni (1939)

### Regista
- Le Marchand de plaisirs (1923)
- La Galerie des monstres (1924)